# Mons Moro
Mons Moro je vystouplý mořský hřbet o délce cca 10 km v jihovýchodní části Mare Cognitum (Moře poznané) na přivrácené straně Měsíce jihozápadně od rozpadlého kráteru Bonpland. Střední selenografické souřadnice jsou 11,8° J a 19,8° Z.
Jihovýchodně se táhne soustava brázd Rimae Opelt, jihozápadně se nachází impaktní kráter Darney. Asi 30 km severozápadně dopadla americká kosmická sonda Ranger 7.

## Název
Mons Moro pojmenovala v roce 1976 Mezinárodní astronomická unie podle italského přírodovědce Antonia Lazarra Mora.